# Burgaský záliv

Mapa

Burgaský záliv (bulharsky Бургаски залив) je největší záliv na pobřeží Bulharska a nejzápadnější výběžek Černého moře. Vstup do zálivu je vymezen mysy Emine a Maslen nos, vzdálenými od sebe 41 kilometrů. Záliv se postupně zužuje až k přístavnímu městu Burgas, do pevniny se zařezává do hloubky 31 km. Na jihu z něj vybíhá menší Sozopolský záliv. Maximální hloubka činí 25 metrů a salinita 17 ‰. Záliv zmapoval a pojmenoval roku 1784 francouzský inženýr v osmanských službách André-Joseph Lafitte-Clavé. Pobřeží slouží k rekreaci, nacházejí se zde letoviska Sozopol, Pomorie a Nesebar. V jižní části Burgaského zálivu leží největší bulharský ostrov Svatý Ivan, dalšími ostrovy jsou Svatá Anastázie, Svatý Petr a Svatý Tomáš (také Zmijí ostrov). K pobřeží zálivu přiléhají slaná Burgaská jezera.